# Wolfgang Schettler
Wolfgang Alexander Sylvester Schettler (* 31. Dezember 1880 in Dresden; † nach 1943) war ein deutscher Verwaltungsbeamter und Politiker.

## Leben
Schettler, Sohn des Kaufmanns Alexander Paul Schettler, studierte Rechtswissenschaften. Später war er als Oberregierungsrat im sächsischen Wirtschaftsministerium tätig. Von 1921 bis 1923 war er Amtshauptmann der Amtshauptmannschaft Flöha. Danach wechselte er als Oberverwaltungsgerichtsrat an das Sächsische Oberverwaltungsgericht in Dresden. Im Jahr 1927 wurde er Ministerialrat in der Sächsischen Staatskanzlei und stieg 1929 zu ihrem Leiter auf. In dieser Eigenschaft war er von 1929 bis 1933 auch stellvertretender Bevollmächtigter Sachsens im Reichsrat. Ab 1929 bis mindestens 1932 war Schettler Vorsitzender des Dresdner Ortsvereins der Deutschen Volkspartei. Im Jahr 1931 wurde er zum Ministerialdirektor befördert. Am 10. März 1933, dem Tag der Machtübernahme in Sachsen durch den Reichskommissar und SA-Obergruppenführer Manfred von Killinger, wurde Schettler zum kommissarischen Kreishauptmann der Kreishauptmannschaft Dresden-Bautzen ernannt. Am 30. September 1933 trat er in den Ruhestand. Später war er noch als Reichsbeauftragter der Überwachungsstelle für Rauchwaren tätig. Ab 1939 war er (nicht vertretungsberechtigter) Mitinhaber der Firma Liepsch & Reichardt, dem Verlag der Dresdner Nachrichten, der sich in Familienbesitz befand.